# Ли, Кеннеди
Кеннеди Ли (англ. Kennedy Leigh; род. 11 марта 1994 года, Миннесота, США) — американская порноактриса.

## Карьера
Кеннеди Ли родилась в штате Миннесота и имеет немецко-греческое происхождение. Проживает в штате Аризона, приезжая на работу в Лос-Анджелес.
Дебют в порноиндустрии состоялся в конце сентября 2012 года в возрасте 18 лет после обмена сообщениями с порноактёром Дэйном Кроссом. Первая съёмка сцены секса была для студии Bang Bros. Полтора месяца спустя после начала карьеры, в ноябре, впервые снялась в сцене анального секса в видео Quick Anal Before Class студии Mofos.
Появилась в клипе Don't Stop the Party рэпера Pitbull.
В январе 2014 года была объявлена победительницей AVN Award в категории «Лучшая сцена секса от первого лица» (за фильм Ultimate Fuck Toy: Kennedy Leigh).
В 2019 году фотосессия с участием Кеннеди Ли появилась в мартовском выпуске журнала Hustler.
По состоянию на конец января 2018 года снялась в 100 порнофильмах.

## Награды и номинации
| Год  | Награда          | Результат | Категория                                                                   | Фильм                            |
| ---- | ---------------- | --------- | --------------------------------------------------------------------------- | -------------------------------- |
| 2013 | NightMoves Award | Номинация | Лучшая новая старлетка                                                      | н/д                              |
| 2013 | Sex Award        | Номинация | Самая горячая новая девушка                                                 | н/д                              |
| 2013 | The Fannys       | Номинация | Жаждущая девушка (лучший орал)                                              | н/д                              |
| 2013 | The Fannys       | Номинация | Новая старлетка года                                                        | н/д                              |
| 2014 | AVN Award        | Номинация | Лучшая новая старлетка                                                      | н/д                              |
| 2014 | AVN Award        | Победа    | Лучшая сцена секса от первого лица (вместе с Джулсом Джорданом)             | Ultimate Fuck Toy: Kennedy Leigh |
| 2014 | AVN Award        | Номинация | Лучшая сцена секса парень/девушка (вместе с Джеймсом Дином)                 | Ultimate Fuck Toy: Kennedy Leigh |
| 2014 | AVN Award        | Номинация | Лучшая сцена стриптиза                                                      | Ultimate Fuck Toy: Kennedy Leigh |
| 2014 | AVN Award        | Номинация | Лучшая сцена триолизма (Д/П/П) (вместе с Джорданом Эшем и Крисом Строуксом) | Ultimate Fuck Toy: Kennedy Leigh |
| 2014 | Spank Bank Award | Номинация | Most Adorable Slut                                                          | н/д                              |
| 2014 | Spank Bank Award | Номинация | Newcummer of the Year                                                       | н/д                              |
| 2014 | Spank Bank Award | Номинация | Porn’s Next «It» Girl                                                       | н/д                              |
| 2014 | Spank Bank Award | Номинация | The Girl Next Door... Only Better                                           | н/д                              |
| 2014 | XBIZ Award       | Номинация | Лучшая новая старлетка                                                      | н/д                              |
| 2014 | XRCO Award       | Номинация | Кремовая мечта года                                                         | н/д                              |

## Избранная фильмография
- 2012 — All Natural: Glamour Solos 3
- 2013 — American Cocksucking Sluts 3
- 2013 — Broken Hearts
- 2013 — Cum Swallowing Auditions 1
- 2013 — Family Ties and Little White Lies
- 2014 — Lesbian Sex 14
- 2014 — My Brother’s Point of View
- 2014 — Teens Like It Big 18
- 2015 — Mother-Daughter Lesbian Lessons 5
- 2016 — My Sister’s Hot Friend 46